# Võ Trứ
Võ Trứ (1852-1898), còn có tên là: Võ Văn Trứ, Nguyễn Trứ, Võ Thản; là nho sĩ, là nhà sư và là lãnh tụ cuộc khởi nghĩa chống thực dân Pháp năm 1898 tại Phú Yên thuộc miền Trung Việt Nam.

## Thân thế & sự nghiệp
Võ Trứ sinh ra trong một gia đình nông dân tại làng Nhơn Ân, tổng Kỳ Sơn, phủ Tuy Phước tỉnh Bình Định (nay là thôn Nhơn Ân, xã Phước Thuận, huyện Tuy Phước, tỉnh Bình Định); sau dời đến ở thôn Quảng Vân, cùng huyện.
Ông học chữ Nho từ thuở bé, nhưng thi Hương mấy lần không đỗ. Tuy vậy nhờ biết chữ, có một thời ông được làm lý trưởng, rồi làm thủ chỉ thôn tại quê nhà.
Năm 1885, hưởng ứng dụ Cần Vương, Võ Trứ theo giúp thủ lĩnh Mai Xuân Thưởng ở Bình Định đánh nhau với quân Pháp nhiều trận.
Khi cuộc khởi nghĩa của thủ lĩnh họ Mai thất bại, Võ Trứ ẩn mình làm môn đệ của sư cụ chùa Đá Bạc ở cao nguyên Sơn Hòa (Phú Yên). Ở đây, ngoài việc giúp thầy hành nghề y cứu nhân độ thế, ông còn đi đến nhiều nơi sinh sống của người Thượng, người Kinh ở Bình Định, Phú Yên...để tuyên truyền tư tưởng yêu nước. Đến đâu, ông cũng hốt thuốc chữa bệnh cho dân, cung cấp dao rựa cho người đi rừng làm rẫy. Vì vậy, khi ông phát động phong trào kháng Pháp, rất nhiều người dân đã tin theo. Ngoài ra, bằng lý tưởng và nhân cách của mình, ông cũng đã lôi kéo được nhiều tăng sĩ và sĩ phu để cùng khởi sự. Trong số đó, có nhà sư Như Ý (tức danh sĩ Trần Cao Vân) đã nhận lời làm tham mưu.
Biết được, viên công sứ Pháp ở Phú Yên là Céleron de Blainville sai quân đi truy bắt Võ Trứ và Trần Cao Vân, nhưng nhờ đồng bào che chở nên thoát được. Để hạ uy tín Võ Trứ, thực dân Pháp vu cáo ông nhũng lạm công quỹ nên phải trốn làm sư.
Năm Đinh Dậu (1897), nhân ngày rằm tháng Bảy tín đồ đến dự lễ đông đảo, Võ Trứ và Trần Cao Vân đã tổ chức một cuộc họp quan trọng tại chùa Từ Quang tự (chùa Đá Trắng) ở xã An Dân (huyện Tuy An, tỉnh Phú Yên) bàn định cuộc khởi nghĩa.
Năm Mậu Tuất (1898), vùng Phú Yên bị thiên tai mất mùa, nhân dân nhiều nơi thán oán vì đói kém mà vẫn bị sưu thuế cao. Nhận thấy thời cơ đã đến, Võ Trứ và Trần Cao Vân quyết định khởi sự giành lấy chính quyền.
Theo kế hoạch, Võ Trứ trực tiếp chỉ huy đạo quân từ trong khu rừng Đồng Xuân tiến về tỉnh lỵ Sông Cầu, để tập kích chiếm thành Phú yên. Nhưng vì vũ khí thô sơ (đa số chỉ được trang bị bằng các đạo bùa hộ mệnh và dao rựa, nên thực dân Pháp gọi cuộc khởi nghĩa Võ Trứ là "giặc thầy chùa", là "giặc rựa") và vì viên Công sứ Phú Yên được tin mật báo nên đã kịp phái quân đi mai phục.
Khi nghĩa quân tiến đến dốc Quýt, cách Sông Cầu khoảng vài cây số, quân Pháp liền nổ súng đánh chặn. Trước hỏa lực mạnh của đối phương, hàng ngũ nghĩa quân liền rối loạn, buộc phải rút chạy về vào rừng (căn cứ La Hiên) cố thủ.
Sau khi điều thêm quân để bao vây, chỉ huy lực lượng Pháp liền cho binh lính phóng hỏa dữ dội vào căn cứ. Cùng lúc đó, họ còn xua quân đi khám xét trong các làng và các chùa, cho bắt giam và khảo tra nhiều tăng sĩ và dân lành. Để tránh gây thêm thiệt hại cho nhiều người, thủ lĩnh Võ Trứ đã tự ra nộp mình và nhận hết mọi trách nhiệm. Nhờ vậy, nhiều người có liên quan được giảm nhẹ hình phạt, trong đó có Trần Cao Vân.
Không mua chuộc được Võ Trứ, quân Pháp đã đem ông ra xử chém (1898).
Nhận xét về cuộc khởi nghĩa do Võ Trứ lãnh đạo, nhóm biên soạn sách Lịch sử Phật giáo Việt Nam đã nêu đại ý như sau:
Cuộc khởi nghĩa do Võ Trứ Lãnh đạo tuy thất bại, nhưng đây chính là sự tiếp nối và thay thế vai trò giương cao ngọn cờ yêu nước: từ tay các nhà nho chuyển sang tay các nhà sư và phật tử. Cùng với các cuộc khởi nghĩa tương tự ở thời kỳ này, có thể kể đến các cuộc nổi dậy của các lãnh tụ như: Vương Quốc Chính, Nguyễn Hữu Trí, Ngô Lợi, Mạc Đình Phúc...đã thể hiện một tinh thần nhập thế cao độ của Phật giáo Việt Nam.
Nhóm Nhân văn Trẻ thì nhận định khái quát rằng:
Tuy còn nhiều hạn chế về mặt tư tưởng và cách thức tổ chức, nhưng phong trào đấu tranh vũ trang mang màu sắc tôn giáo này vẫn là một bộ phận quan trọng trong phong trào chống thực dân Pháp xâm lược cuối thế kỷ 19 của nhân dân Việt Nam.
Sinh thời, Võ Trứ có làm thơ để tỏ chí, hiện trong quyển Văn học thế kỷ XIX (do PGS Hoàng Hữu Yên chủ biên) thuộc bộ sách Tinh tuyển văn học Việt Nam có giới thiệu 6 bài thơ của ông.